# Falla Castielfabib-Marqués de Sant Joan

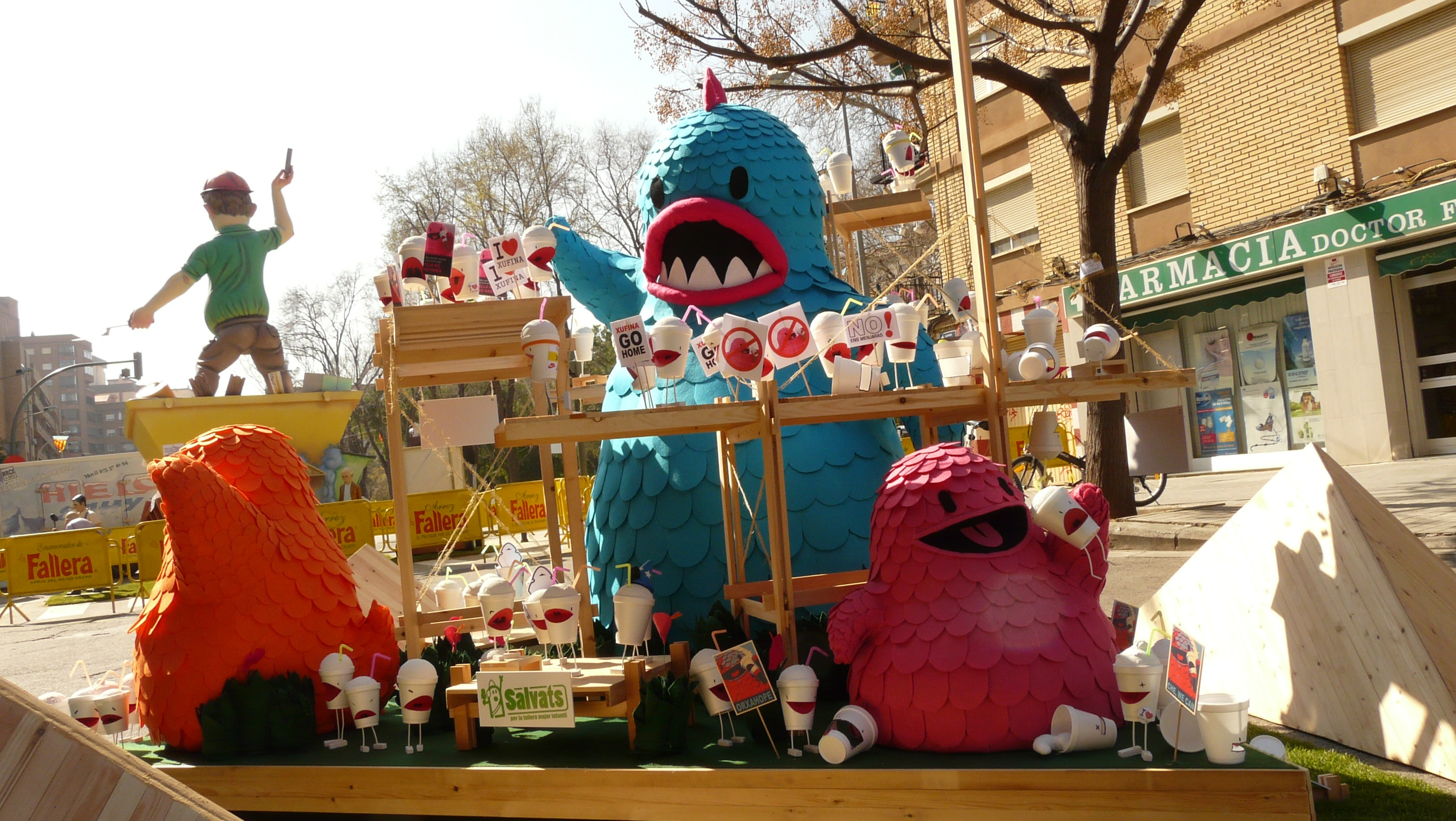
"2010, l'odissea dels orxateitors", de Bipolaire Arquitectes + Menta, Falla infantil de 2010.

La comissió Castielfabib-Marqués de Sant Joan és una associació cultural fallera de la Ciutat de València censada en Junta Central Fallera amb el número 311, situada als carrers homònims, en el Barri de Campanar. La seua seu social es troba al número 14 del Carrer Castielfabib.
La comissió va començar a fer-se famosa quan en 2010 l'arquitecte i faller de la comissió Miguel Arraiz, va ser l'encarregat de dissenyar i crear junt a l'estudi de disseny Menta Gràfica la falla infantil que entre els fallers plantarien. La falla, que portava com a lema l'odissea dels orxateitors representava a uns gots d'orxata que fugien d'uns monstres que se'ls volien beure. El més famós dels tres ninots va ser Xufina, el candidat a ninot indultat aquell any. Des d'internet hi hagué una campanya per tal d'aconseguir l'indult del ninot de la comissió, que té 4.000 fans a la xarxa social Facebook.
Finalment la comissió no guanyaria el premi a ninot indultat, però sí que s'endugueren el premi Denominació d'Origen Xufa de València, valorat en 200 litres d'orxata.
A partir de 2011 la comissió es va animar a realitzar monuments experimentals també a la falla gran. Aquell any, plantaren una falla conceptual amb 500 palets de fusta, realitzats a Soneja per l'única empresa d'Espanya que realitza palets amb certificat FSC, que garanteix que s'ha extret la fusta de boscos amb creixement controlat. La Falla tenia per lema "no prestes atenció a l'home darrere la cortina" i estava inspirada en tres pel·lícules: 2001: una odissea de l'espai, Els Deu Manaments i El mag d'Oz.

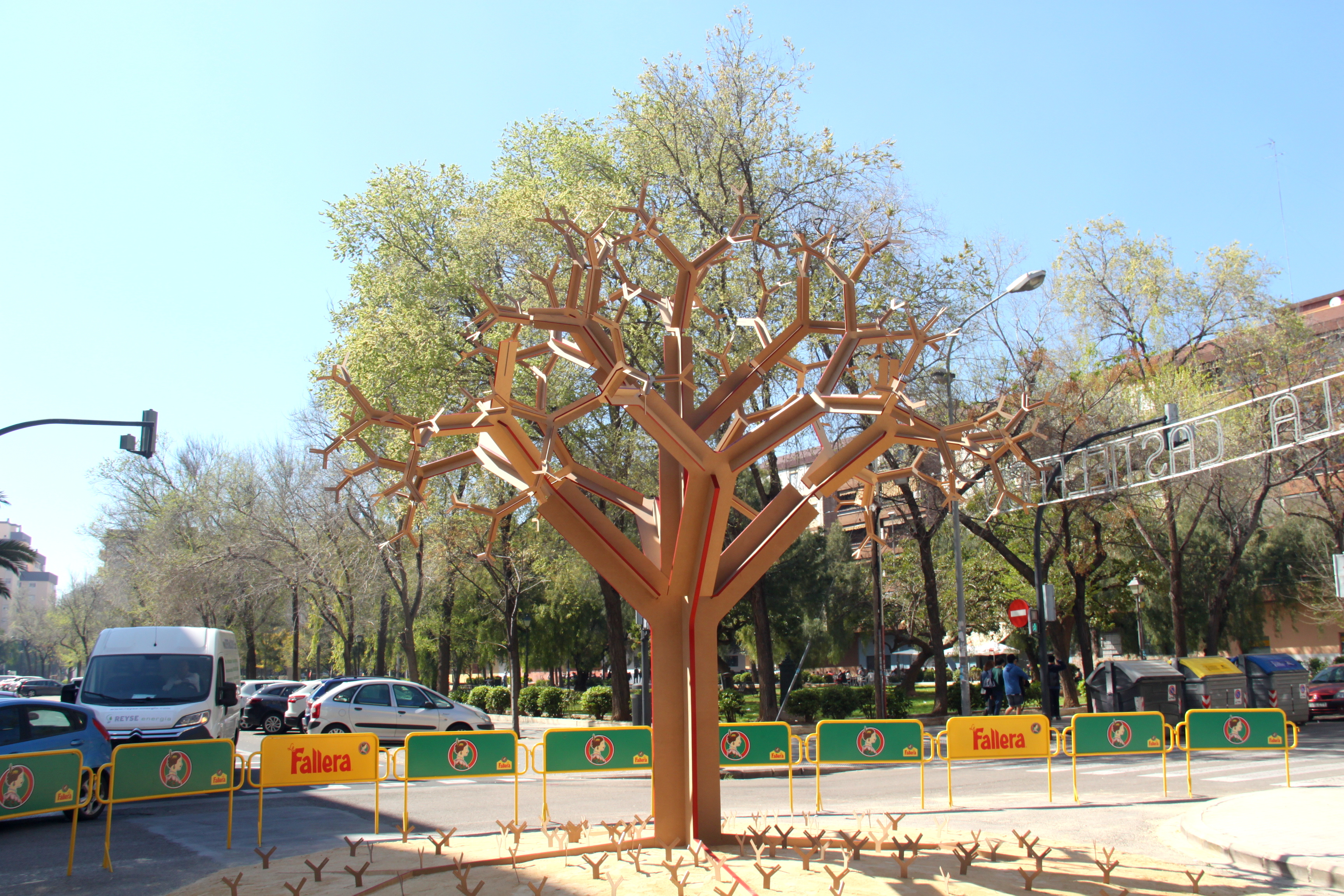
Falla Castielfabib-Marqués de Sant Joan 2017

També varen innovar a la Falla Infantil de 2011, obra de l'escultor italià Giovanni Nardin, que sota el títol "paleolíticas" va plantar una falla feta també completament de fusta.
El 2012, combinant de nou innovació i tradició, varen continuar amb Miguel Arraiz i Giovanni Nardin per a fer els seus monuments. Tant en la Falla infantil del 2010 com en les grans del 2011 i 2012 destaca sobretot la forta implicació en la seua construcció de tota la comissió, per l'ús de materials respectuosos amb el medi ambient i per la càrrega conceptual i crítica.
La Falla Gran de 2012 portava com a lema "Tinc Nostàlgia de Futur", frase pronunciada per Josep Renau, i representava un gran termiter ple de cucs fets amb cera. Pel que fa a la falla infantil de 2012 el seu lema va ser "Fulles d'herba" i estava inspirat en un poema de Walt Whitman. Aquesta obra va suposar la segona incursió de Giovanni Nardin a la creació fallera.
Per a 2013, de la mà de Miguel Arraiz i David Moreno es va plantar S'està lliurant una batalla encara que no ho sàpigues, original proposta que, per les dificultats tècniques a l'hora de ser portada endavant, va ser presentada no com un esbós tradicional, sinó com una representació gràfica realitzada per Marcelo Fuentes.